# Ernst Ketterer
Ernst Ketterer (* 1. März 1898 in Breitnau; † 8. März 1969 in Freiburg im Breisgau) war ein deutscher Komponist und Chordirigent.

## Leben und Werk
Ernst Ketterer studierte am Lehrerseminar in Ettlingen. Seine Ausbildung wurde durch den Ersten Weltkrieg bedingt unterbrochen. Ernst Ketterer leistete hier Kriegsdienst. Nach dem Krieg unternahm er Vertiefungsstudien im Fach Musik bei Franz Philipp und Joseph Müller-Blattau.
Ernst Ketterer wirkte anschließend in Freiburg als Leiter von Kirchen- und Vereinschören. Ketterer schrieb und arrangierte zahlreiche Chorwerke.
Ernst Ketterer wirkte als stellvertretender Bundeschormeister des Badischen Sängerbundes. Er wurde 1934 in den Führungsstab dieser Organisation berufen. Zum 1. Mai 1937 trat er der NSDAP bei (Mitgliedsnummer 4.713.069).